# Rheinhessen (región vinícola)
La comarca vitivinícola de Rheinhessen ('Renania-Hesse' o 'Hesse Renano') ubicada en el Renania-Palatinado (Alemania) es con sus 26.171 Ha (2003) la de mayor producción de vino de todas las regiones germanas. El secreto de las uvas de esta región es el clima de la región, la temperatura que gozan los viñedos es un poco más elevada que la media del resto del país, y esto favorece la maduración de la uva y la generación de azúcares naturales, útiles en la fermentación. En esta comarca se encuentran las poblaciones más renombradas dentro de la denominación de los vinos de Rheinhessen y son: Nierstein y Oppenheim y Worms-Pfeddersheim.

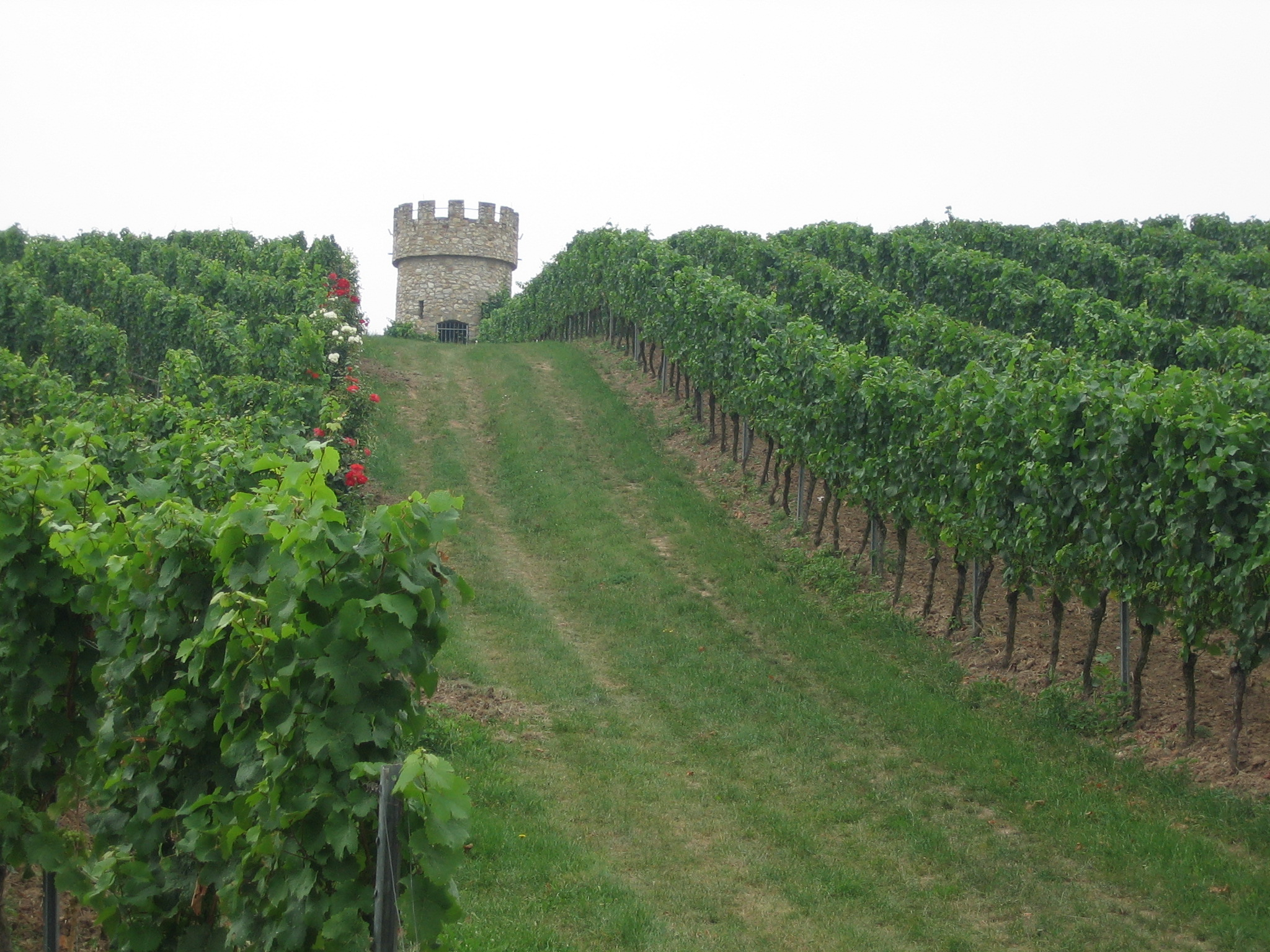
Montaña con vides (Weinberge) en Dalheim.

## Variedades
| Principales variedades de uva en Rheinhessen (Stand 2023) | Principales variedades de uva en Rheinhessen (Stand 2023) | Principales variedades de uva en Rheinhessen (Stand 2023) | Principales variedades de uva en Rheinhessen (Stand 2023) | Principales variedades de uva en Rheinhessen (Stand 2023) |
| Sorte                                                     | Farbe                                                     | Synonym                                                   | Fläche (%)                                                | Fläche (ha)                                               |
| --------------------------------------------------------- | --------------------------------------------------------- | --------------------------------------------------------- | --------------------------------------------------------- | --------------------------------------------------------- |
| 1. Riesling                                               | blanca                                                    | Weißer Riesling                                           | 19,6                                                      | 5.383                                                     |
| 2. Müller-thurgau                                         | blanca                                                    | Rivaner                                                   | 13,9                                                      | 3.834                                                     |
| 3. Dornfelder                                             | tinto                                                     |                                                           | 11,0                                                      | 3.021                                                     |
| 4. Pinot gris                                             | blanca                                                    | Grauburgunder, Ruländer                                   | 8,8                                                       | 2.424                                                     |
| 5. Silvaner                                               | blanca                                                    | Grüner Silvaner                                           | 6,8                                                       | 1.875                                                     |
| 6. Pinot blanc                                            | blanca                                                    | Klevner, Weißer Burgunder                                 | 6,0                                                       | 1.641                                                     |
| 7. Spätburgunder                                          | tinto                                                     | Pinot Noir                                                | 5,5                                                       | 1.504                                                     |
| 8. Chardonnay                                             | blanca                                                    |                                                           | 4,0                                                       | 1.087                                                     |
| 9. Blauer Portugieser                                     | tinto                                                     |                                                           | 3,2                                                       | 885                                                       |
| 10. Scheurebe                                             | blanca                                                    | Alzey S. 88, S 88, Sämling 88                             | 2,7                                                       | 743                                                       |
| 11. Sauvignon Blanc                                       | blanca                                                    |                                                           | 2,4                                                       | 649                                                       |
| 12. Kerner                                                | blanca                                                    |                                                           | 2,1                                                       | 574                                                       |

Quelle: Statistisches Landesamt Rheinland-Pfalz